# Jorge Torres Nilo
Jorge Emmanuel Torres Nilo (* 16. Januar 1988 in Tijuana, Baja California) ist ein mexikanischer Fußballspieler und gelernter Verteidiger, der gegenwärtig bei UANL Tigres unter Vertrag steht.

## Karriere

### Verein
Die erste Profistation in Torres Nilos Karriere wurde Atlas Guadalajara. Sein Debüt in der mexikanischen Primera División gab er am 5. Februar 2006 in einem Spiel zwischen UAG Tecos und Atlas, das die Atlantistas mit 4:0 zu ihren Gunsten entschieden. Zur Saison 2010/11 wechselte Torres Nilo zu UANL Tigres. In der Apertura 2011 wurde er mit UANL Mexikanischer Meister. 

### Nationalmannschaft
Sein Debüt im Trikot der mexikanischen Nationalmannschaft absolvierte er am 24. September 2008 in einem Testspiel gegen Chile, das Mexiko mit 0:1 verlor. Torres Nilo gewann mit Mexiko den CONCACAF Gold Cup 2011.

## Erfolge
- CONCACAF Gold Cup: 2011, 2015